# لوئیس دادیه
لوئیس دادیه (انگلیسی: Luis Dadíe؛ زادهٔ ۱۷ مهٔ ۱۹۶۶) بازیکن فوتبال اهل اسپانیا است.
از باشگاه‌هایی که در آن بازی کرده‌است می‌توان به باشگاه فوتبال سلتاویگو اشاره کرد.
وی همچنین در تیم ملی فوتبال زیر ۲۱ سال اسپانیا بازی کرده‌است.